# 翟振武
翟振武（1954年2月—），男，汉族中国人口学家，中国人民大学人口学系教授、人口与发展研究中心主任，现任中国人口学会会长，中国计划生育协会副会长。
2013年，翟振武對財新網表示現在全面放开二胎时机尚不成熟，這樣的話中國人口数量会大幅度反弹。